# Cerithiopsis ladae
Cerithiopsis ladae là một loài ốc biển, động vật chân bụng trong họ Cerithiopsidae. Nó được Prkic and Buzzurro mô tả năm 2007.